# Srebrne Usta
Srebrne Usta – plebiscyt, w którym słuchacze Programu III Polskiego Radia wybierali niebanalne wypowiedzi polskich osób życia publicznego, głównie polityków. Plebiscyt został zainicjowany w 1992, jego pomysłodawczynią była dziennikarka Programu III Beata Michniewicz. Gala odbywała się zazwyczaj w siedzibie stacji, w Muzycznym Studiu Polskiego Radia im. Agnieszki Osieckiej.

## Laureaci
- 1992 – I Lech Wałęsa; II Jacek Kuroń; III Adam Michnik; IV Janusz Korwin-Mikke
- 1993 – I Jerzy Owsiak; II Henryk Goryszewski; III Lech Wałęsa
- 1994 – I Ewa Wachowicz; II Marek Markiewicz; III Jacek Soska
- 1995 – I Waldemar Pawlak; II Leszek Miller; III Lech Falandysz
- 1996 – I Grzegorz Kołodko; II Lech Wałęsa; III Leszek Miller
- 1997–2000 – Nagród nie przyznawano
- 2001 – I Henryk Goryszewski; II Władysław Bartoszewski; III Jan Maria Rokita
- 2002 – I Zyta Gilowska; II Bronisław Komorowski; III Marek Borowski
- 2003 – I Renata Beger; II Jan Rokita; III Bogdan Lewandowski
- 2004 – I Donald Tusk; II Marek Borowski; III Tomasz Nałęcz
- 2005 – I Józef Zych; II Andrzej Lepper; III Donald Tusk
- 2006 – I Piotr Gadzinowski; II Jarosław Kaczyński; III Tadeusz Cymański
- 2007 – I Aleksander Kwaśniewski; II Waldemar Pawlak; III Marek Borowski
- 2008 – I Nelli Rokita; II Tadeusz Cymański; III Elżbieta Kruk
- 2009 – I Sebastian Karpiniuk; II Nelli Rokita; III Franciszek Stefaniuk
- 2010 – I Waldemar Pawlak; II Bartosz Arłukowicz; III Wiesław Szczepański
- 2011 – I John Godson; II Jarosław Kaczyński; III Ewa Łętowska
- 2012 – I Marek Sawicki; II John Godson; III Stanisław Kalemba
- 2013 – I Marek Sawicki; II Leszek Miller; III Stefan Niesiołowski
- 2014 – I Elżbieta Bieńkowska; II Janusz Piechociński; III Jarosław Kalinowski[2]
- 2015 – I Ryszard Petru; II Robert Dowhan i Kazimierz Wiatr; III Paweł Kukiz[3]
- 2016 – I Marek Suski; II Beata Mazurek; III Joanna Scheuring-Wielgus[4]
- 2017 – I Witold Waszczykowski; II Sławomir Neumann; III Jarosław Kaczyński[5]
- 2018 – I Ewa Kopacz; II Joanna Scheuring-Wielgus; III Ryszard Petru[6]